# Иткин, Ник
Ник Иткин (род. 9 октября 1999, Лос-Анджелес, Калифорния) — американский фехтовальщик. Двукратный бронзовый призёр Олимпийских игр, двукратный призёр личного чемпионата мира, золотой призёр командных Панамериканских игр 2023 года, золотой призёр индивидуальных Панамериканских игр 2024 года и двукратный индивидуальный чемпион NCAA. Он завоевал серебро в рапире на Чемпионате мира по фехтованию 2023 года, став первым американцем и третьим американским фехтовальщиком в общем зачете, выигравшим индивидуальные медали на чемпионатах мира подряд.